# Данесталь
Данеста́ль (фр. Danestal) — коммуна во Франции, находится в регионе Нижняя Нормандия. Департамент коммуны — Кальвадос. Входит в состав кантона Дозюле. Округ коммуны — Лизьё.
Код INSEE коммуны — 14218.

## Население
Население коммуны на 2010 год составляло 283 человека.
| 1962 | 1968 | 1975 | 1982 | 1990 | 1999 | 2010 |
| ---- | ---- | ---- | ---- | ---- | ---- | ---- |
| 200  | 174  | 155  | 151  | 199  | 236  | 283  |

## Экономика
В 2010 году среди 189 человек трудоспособного возраста (15—64 лет) 132 были экономически активными, 57 — неактивными (показатель активности — 69,8 %, в 1999 году было 64,8 %). Из 132 активных жителей работали 122 человека (67 мужчин и 55 женщин), безработных было 10 (5 мужчин и 5 женщин). Среди 57 неактивных 16 человек были учениками или студентами, 25 — пенсионерами, 16 были неактивными по другим причинам.